# Daniel Kahneman

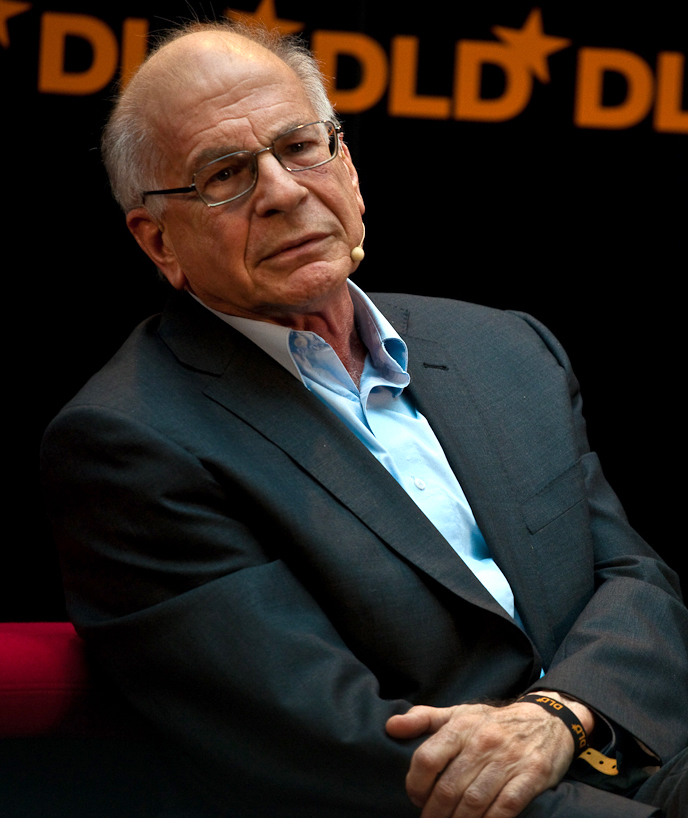
Daniel Kahneman (2009)

Daniel Kahneman (hebräisch דניאל כהנמן ; * 5. März 1934 in Tel Aviv; † 27. März 2024 in Nunningen, Kanton Solothurn, Schweiz) war ein israelisch-US-amerikanischer Psychologe und Hochschullehrer, der 2002 mit Vernon L. Smith den Alfred-Nobel-Gedächtnispreis für Wirtschaftswissenschaften erhielt. Die zugrundeliegende ausgezeichnete Prospect Theory entwickelte er mit Amos Tversky.

## Leben
Daniel Kahneman entstammt einer jüdisch-litauischen Familie, die mehrere namhafte Rabbiner hervorgebracht hatte. Anfang der 1920er Jahre wanderten seine Eltern aus Litauen nach Frankreich aus. Daniel Kahneman wurde in Tel Aviv geboren, als seine Mutter dort Verwandte besuchte. Nach dem Einmarsch der Wehrmacht im Juni 1940 floh die Familie aus Paris in die unbesetzte Zone Frankreichs, nach Juan-les-Pins. Als deutsche Truppen am 11. November 1942 auch diese Zone besetzten, versteckte sich die Familie in Cagnes-sur-Mer und schließlich in einem Dorf bei Limoges.
1946 wanderte Kahneman nach Palästina aus. Er studierte Psychologie und Mathematik an der Hebräischen Universität Jerusalem. Nach den Examina im Jahre 1954 leistete er seinen dreijährigen Wehrdienst in der israelischen Armee, die ihn anschließend als Psychologen einstellte, um Tests zur Auswahl von Offizierbewerbern zu entwickeln. Ab 1958 studierte er Psychologie an der University of California und wurde 1961 promoviert. Von 1961 bis 1978 lehrte er an der Hebräischen Universität Jerusalem und von 1978 bis 1986 an der University of British Columbia; von 1986 bis 1994 war er Professor an der University of California, Berkeley. Seit 1993 hatte er die Eugene-Higgins-Professur für Psychologie an der Woodrow Wilson School für öffentliche und internationale Angelegenheiten der Princeton University inne.
Kahneman war in erster Ehe mit der Erziehungspsychologin Irah Kahneman verheiratet. Seine zweite Ehe mit der Kognitionspsychologin Anne Treisman bestand von 1978 bis zu ihrem Tod im Jahr 2018. Kahneman hatte vier Kinder. Er starb am 27. März 2024 im Alter von 90 Jahren per assistiertem Suizid durch eine Suizidhilfeorganisation im Weiler Roderis der Schweizer Gemeinde Nunningen SO.

## Werk
Bekannt wurden vor allem seine Arbeiten zu Urteilsheuristiken und kognitiven Verzerrungen. Steven Pinker nannte Kahneman den „wichtigsten lebenden Psychologen“.
Daniel Kahneman und Amos Tversky legten die Grundlagen der Verhaltensökonomik. Sie entwickelten die Prospect Theory, um menschliche Urteile bei wirtschaftlichen Entscheidungen realistischer als im traditionellen Kosten-Nutzen-Modell bzw. als Homo oeconomicus zu modellieren. Ein Framing-Effekt sorgt dafür, dass Entscheidungen abhängig von äußeren Einflüssen getroffen werden: Bei der Wahl zwischen zwei Programmen gegen eine bedrohliche Seuche wurde einmal formuliert: Ein Programm rettet sicher 200 Menschen, das andere mit einer Wahrscheinlichkeit von einem Drittel alle 600. Die meisten waren für das erste Programm. Anders wurde formuliert: Bei einem Programm sterben bis zu 400 Personen, beim anderen mit einer Wahrscheinlichkeit von einem Drittel kein einziger. Die meisten wollten das zweite Programm. Die Schlussfolgerung ist: Die Menschen fürchten Verluste mehr, als dass sie Gewinne wertschätzen.
Galten Kahneman und Tversky an der Hebräischen Universität anfangs als Rivalen, so legte sich das im Jahr 1969. Danach saßen sie häufig zusammen in einem Seminarraum. Tverskys Ehefrau sagte später, jene Beziehung sei intensiver gewesen als eine Ehe.
2012 nahm er Stellung zur Reduplikationskrise der Sozialpsychologie, die eingetreten war, als viele Studien sich als nicht replizierbar erwiesen, und schlug ein Redupliationskarussell vor.
In einem Interview erklärte Kahneman 2013 den Gegensatz seines Ansatzes zur Chicagoer Schule und dass es darauf ankomme, ein Umfeld zu schaffen, „das einerseits die persönliche Freiheit gewährleistet und andererseits die Leute dazu bringt, Entscheidungen zu treffen, die sie später nicht bereuen“.
2015 wurde Kahneman von der Wochenzeitschrift The Economist  auf Rang 7 der weltweit einflussreichsten Ökonomen geführt.

## Ehrungen (Auswahl)
- 1993: Wahl zum Mitglied der American Academy of Arts and Sciences
- 1995: Ernest R. Hilgard Award der American Psychological Association (APA) für seinen Beitrag zur Allgemeinen Psychologie
- 1995: Warren Medal der Society of Experimental Psychologists
- 2001: Wahl zum Mitglied der National Academy of Sciences
- 2002: Wirtschafts-Nobelpreis (mit Vernon L. Smith)[1]
- 2002: George A. Miller Prize in Cognitive Neuroscience
- 2004: Ehrendoktorwürde der philosophischen Fakultät der Universität Würzburg
- 2004: Wahl zum Mitglied der American Philosophical Society
- 2007: Wahl zum Mitglied der Ungarischen Akademie der Wissenschaften
- 2008: Wahl zum korrespondierenden Mitglied der British Academy[16]
- 2010: Leontief-Preis[17]
- 2012: Weltwirtschaftlicher Preis des Instituts für Weltwirtschaft an der Universität Kiel[18]
- 2013: Presidential Medal of Freedom
- 2014: Ehrendoktorwürde der Yale University[19]

## Schriften (Auswahl)
- An analytical model of the semantic differential. University of California, Berkeley 1961 (Dissertation).
- Attention and effort. Prentice Hall, New York 1973, ISBN 0-13-050518-8.
- mit Paul Slovic, Amos Tversky (Hrsg.): Judgment under Uncertainty: Heuristics and Biases. Cambridge University Press, New York 1982, ISBN 0-521-28414-7.
- Amos Tversky (Hrsg.): Choices, Values, and Frames. Cambridge University Press, New York 2000, ISBN 0-521-62749-4.
- Experienced utitily and objective happiness: A moment-based approach. In: Daniel Kahneman, Amos Tversky (Hrsg.): Choices, Values and Frames. New York 2000.
- als Hrsg. mit Edward Diener und Norbert Schwarz: Well-Being: The Foundations of Hedonic Psychology. Russell Sage Found, New York 2003, ISBN 0-87154-423-7.
- Thinking, Fast and Slow. Farrar, Straus and Giroux, New York 2011, ISBN 978-0-374-27563-1.
  - Deutsche Ausgabe: Schnelles Denken, langsames Denken. Siedler, München 2012, ISBN 978-3-88680-886-1.
- mit Olivier Sibony und Cass R. Sunstein: Noise: A Flaw in Human Judgment. William Collins, 2021, ISBN 978-0-00-830899-5.
  - Deutsche Ausgabe: Noise. Was unsere Entscheidungen verzerrt – und wie wir sie verbessern können. Siedler, München 2021, ISBN 978-3-8275-0123-3.